# Tercera expedició de Tamerlà a Geòrgia
L'expedició de Tamerlà a Geòrgia del 1394 (la tercera que feia al país) no fou una acció personal sinó que ho va encarregar a quatre amirs, per això s'anomena a vegades expedició dels quatre amirs i fou una campanya previa a la tercera expedició de Tamerlà al regne, aquell mateix any.
El 1394 Timur va enviar als amirs Burhan Aghlan, Hajji Saif al-Din Barles, Jahan Shah Bahadur i Osman Bahadur a Samtskhe per saquejar sistemàticament les terres no musulmanes. El rei Bagrat V de Geòrgia havia mort feia un any i l'havia succeït el seu fill Jordi o Giorgi VII (1393-1407) que Yazdi anomena com Aksika. Separats en diversos cossos els amirs van devastar una part de Geòrgia.
Timur abans d'incorporar-se a l'expedició va celebrar una cacera a la plana on es trobava que com sempre va acabar amb una exagerada matança d'animals. Després va marxar en direcció aa Geòrgia i gairebé no va baixar del cavall en tot el camí mentre les seves forces assolaven i saquejaven. Quan va arribar a Kars va acampar a una plana amb flors, fonts, rierols, i molta herba, verdura i fruita. Estant aquí a la plana d'Alatagh) va saber del naixement (de un segon fill mascle de Xah Rukh, que fou Ibrahim Sultan, nascut l'1 de setembre de 1394 (el nom el va decidir Timur). Com habitualment el naixement es va celebrar amb donatius i amb un gran banquet.
Va sortir de la plana de Kars i va acampar a la plana de Minekghul on fou informat que els quatre amirs que havien anat a Geòrgia ja estaven de retorn després d'haver assolat una part del país. Efectivament al cap de pocs dies es van presentar al campament i van informar de la seva tasca al Gurjistan (Geòrgia) i van aportar el botí que havien acumulat. Una festa es va celebrar ja amb els amirs per celebrar el naixement del fill de Shah Rukh. La princesa Tuman Agha fou escollida preceptora del recent nascut, cosa que fou ocasió per un altre banquet (i con que cada banquet durava alguns dies, en total foren tres setmanes de banquets). El 30 de setembre de 1394 es va aixecat el campament i van anar a acampar a dalt d'una muntanya.